# Eudes de Châteauroux
Eudes de Châteauroux (c. 1190 - 25 de janeiro de 1273) foi um cardeal francês, Deão do Sagrado Colégio dos Cardeais e Camerlengo da Santa Igreja. Foi também chanceler da Universidade de Paris.

## Biografia
Ele também é listado como Ottone de Castro Rodolfi da Châteroux e Odo de Castro Radulfi, e seu primeiro nome como Odon. Ele foi chamado de cardeal Candius ou Blancus, alguns dizem que por causa da cor de seu hábito religioso.
Estudou na Universidade de Paris durante a primeira década do século XIII, obtendo o título de magister em cerca de 1229. Professor na Universidade de Paris nesse mesmo ano, depois tornou-se Chanceler da Universidade de Paris até sua promoção ao cardinalato. Cânone do capítulo da Catedral de Paris, de 18 de dezembro de 1234 até 23 de setembro de 1237 e seu chanceler a partir de 12 de agosto de 1238 até 1244.
Foi criado cardeal-bispo e recebe a sé suburbicária de Frascati no consistório de 28 de maio de 1244, recebendo o anel cardinalício entre 12 e 14 de novembro, em Susa. Ele e o cardeal Hugues de Saint-Cher, O.P., reuniram-se com o papa, no Piemonte, enquanto a cúria estava sendo transferido para Lyon. Muito provavelmente, os dois novos cardeais não tinha sido capazes de chegar a Roma para o consistório, já que a fuga do papa para a França não tinha permitido a celebração da cerimônia em uma data anterior. Participou do Primeiro Concílio de Lyon em 1245.
Nomeado embaixador na França, entre 24 de julho de 1245 e 17 de março de 1246, para pregar e preparar a Sétima Cruzada, a embaixada durou até 19 fevereiro de 1248. Em 10 de novembro de 1245, ele divulgou sua a decisão de reformar o capítulo da catedral de Sens e em 30 de novembro de 1245, ele estava em Cluny com o Papa Inocêncio IV e onze cardeais. Em 16 de fevereiro de 1246, ele publicou alguns estatutos relativos a diocese de Meaux, em julho de 1246, na presença do rei Luís IX de França, emitiu a sentença sobre a distribuição da herança de Joana de Constantinopla. Em 15 de maio de 1248, condenou o Talmud e em 15 de junho de 1248, ele participou do Concílio Provincial da Ordem dos Frades Menores celebrada em Sens, na presença do rei da França. Em 23 de fevereiro de 1248, ele foi nomeado núncio na Terra Santa, recebendo poderes legatinos completos em 21 de julho de 1248. Em 25 de abril do ano seguinte, ele consagrou, na presença do rei Luís IX de França, a igreja superior da Sainte-Chapelle, em Paris. Ele persuadiu o rei francês a participar de uma Cruzada e acompanhou-o em 1248, em Chipre, ele nomeou os bispos gregos e celebrou a festa da Epifania do Senhor, as mensagens enviadas para o rei dos tártaros, voltando para a Itália em 1254. No seu retorno, foi nomeado Deão do Sacro Colégio.
Em julho de 1255, com os cardeais István Báncsa e Hugo de Saint-Cher, ele foi incumbido de examinar o Introductorius in Evangelium aeternum de Gerardo da Borgo San Donino, O.F.M. Tornou-se o Camerlengo da Santa Igreja em 1270. Foi autor de homilias para as temporadas litúrgicas e as festas dos santos.
Morreu em 25 de janeiro de 1273, em Orvieto, sendo sepultado na igreja dos Dominicanos na cidade.

## Conclaves
- Eleição papal de 1254 - não participou da eleição do Papa Alexandre IV
- Eleição papal de 1261 - participou como deão da eleição do Papa Urbano IV
- Eleição papal de 1264–1265 - participou como deão da eleição do Papa Clemente IV
- Eleição papal de 1268–1271 - participou como deão da eleição do Papa Gregório X